# Lemle Moses Reinganum
Lemle Moses Reinganum (geboren 1666 in Rheingönheim; gestorben am 25. März 1724 in Mannheim) war ein kurpfälzischer Hofjude.

## Familie
Der nach seinem Geburtsort benannte Lemle Moses Reinganum war der Sohn von Mendel Moses und Süßche. Seine Ehe mit Fromet Mayer-Hess blieb kinderlos. Auf seinen Einfluss hin wurden aber seine Brüder Abraham Moses und Süßkind Moses sowie seine Neffen Emanuel Mayer und Moses Mayer ebenfalls Hofjuden in der Kurpfalz. Drei der Nichten waren mit Enkeln des brandenburgischen Hofjuden Elias Gomperz verheiratet. Eine weitere Nichte, Rebecca, heiratete Simon Wolf Oppenheimer, einen Enkel des kaiserlichen Hofjuden Samuel Oppenheimer in Wien.

## Leben
Reinganum und sein Vater zogen in den 80er Jahren des 17. Jahrhunderts als Pferdehändler nach Mannheim, wo er 1687 das Schutzrecht erlangte. Bereits zwei Jahre später wurde Mannheim im Pfälzischen Erbfolgekrieg von französischen Truppen völlig zerstört und er floh nach Heidelberg. Während des Kriegs belieferte er das pfälzische Heer mit Pferden, wodurch er zum Oberkriegsfaktor aufstieg. Er gehörte zu den ersten, die nach Mannheim zurückkehrten und beteiligte sich am Wiederaufbau der Stadt und der jüdischen Gemeinde, die ihn zum Vorsteher wählte. In Mannheim besaß er mehrere Häuser und 1711 baute er am Rande der Stadt beim Rheintor ein großes Landhaus mit Stallungen, Garten und einer Orangerie. Auf der nahegelegenen Mühlauinsel ließ er 1712 ein Mustergut für Obst und Viehzucht errichten und belieferte den Hof mit Vieh.
Eine wichtige Grundlage für Reinganums unternehmerischen und gesellschaftlichen Aufstieg war seine Verbindung zum kaiserlichen Hofjuden Samuel Oppenheimer. Er war sein Statthalter in der Kurpfalz und pachtete 1699 gemeinsam mit dessen Sohn Isaak Beer für 120.000 Gulden jährlich das pfälzische Salzmonopol auf zehn Jahre. Für den pfälzischen Hof wurde er zum wichtigen Kreditgeber. So lieh er 1703 dem Kurfürsten auf Grundlage für von Österreich zugesagten Subsidien 775.000 Gulden und 1709 406.656 Gulden. Oft sprang er ein, wenn größere Ausgaben kurzfristig den pfälzischen Haushalt sprengten, wie bei der vom Kaiser geforderten Türkensteuer oder dem Bau des Mannheimer Schlosses. Zum Dank für seine Dienste ernannte ihn Kurfürst Johann Wilhelm zum Hof- und Obermilizfaktor. Auch außerhalb der Kurpfalz war Reinganum tätig. Er war Kreditgeber des Kaisers und von Landgraf Ernst Ludwig von Hessen-Darmstadt und hatte Geschäftsbeziehungen nach Berlin, Frankfurt und Wien. Sein Geschäft umfasste den Handel mit Pferden, Vieh und Juwelen, das Kredit- und Wechselgeschäft sowie den Handel mit Immobilien. Neben seinen Häusern in Mannheim besaß er mehrere Häuser in Frankfurt.
Entsprechend seinen Möglichkeiten setzte sich Reinganum immer wieder für die jüdische Gemeinde ein. 1697 trat er gegenüber dem Stadtrat für ein Konvent der im Pfälzischen Erbfolgekrieg aus Mannheim geflüchteten Juden ein. 1717 warb er gemeinsam mit Michael May bei Kurfürst Carl Philipp für eine Erneuerung der Judenkonzession. Als Schtadlan war er Fürsprecher der jüdischen Gemeinde und Mittelsmann zur Regierung. Mehrere seiner Häuser stellte er Glaubensgenossen zur Verfügung, denn gemäß der kurfürstlichen Konzession, besaß ein Jude nur dann das Niederlassungsrecht, wenn er den Besitz eines Hauses vorweisen konnte. Am dauerhaftesten aber sollte sich seine Stiftung einer Klaus erweisen. Er erwirkte 1706 bei Kurfürst Johann Wilhelm die Genehmigung und errichtete eine Stiftung mit einem Vermögen von 100.000 Gulden. Zwei Jahre später wurde die Lemle-Moses-Klaus eröffnet, eine Talmudschule mit Synagoge. Sie war später Zentrum der orthodoxen Juden und wurde 1938 von den Nationalsozialisten geschändet.
Lemle Moses starb 1724 als reichster Hofjude in Mannheim. In seinem Testament vermachte er der Klaus 66.666 Gulden. Sein Grabstein auf dem alten jüdischen Friedhof war als einer der wenigen aus kostbarem Jurakalkstein. Als die jüdische Gemeinde 1938 gezwungen wurde, den Friedhof zu räumen, gehörte sein Grabstein zu den wenigen, die auf den neuen Friedhof umgesetzt wurden. Die Stadt Mannheim benannte 2010 eine Straße nach ihm.